# Дитячий садок

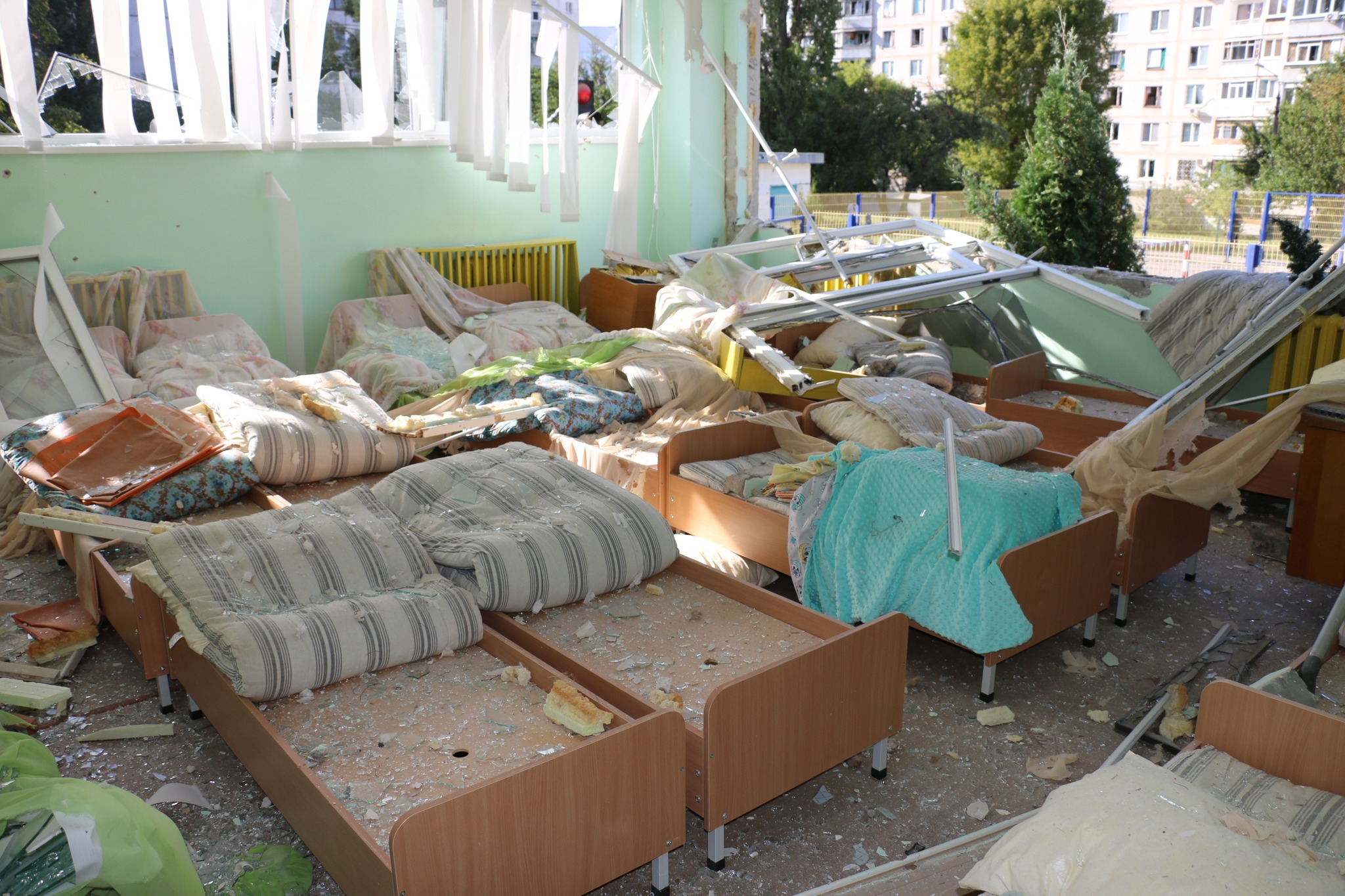
Дитячий садок із відсутнім муром після російського обстрілу Харкова 9 вересня 2022 року під час вторгнення путінських військ в Україну (ще фото дитячих садків України)

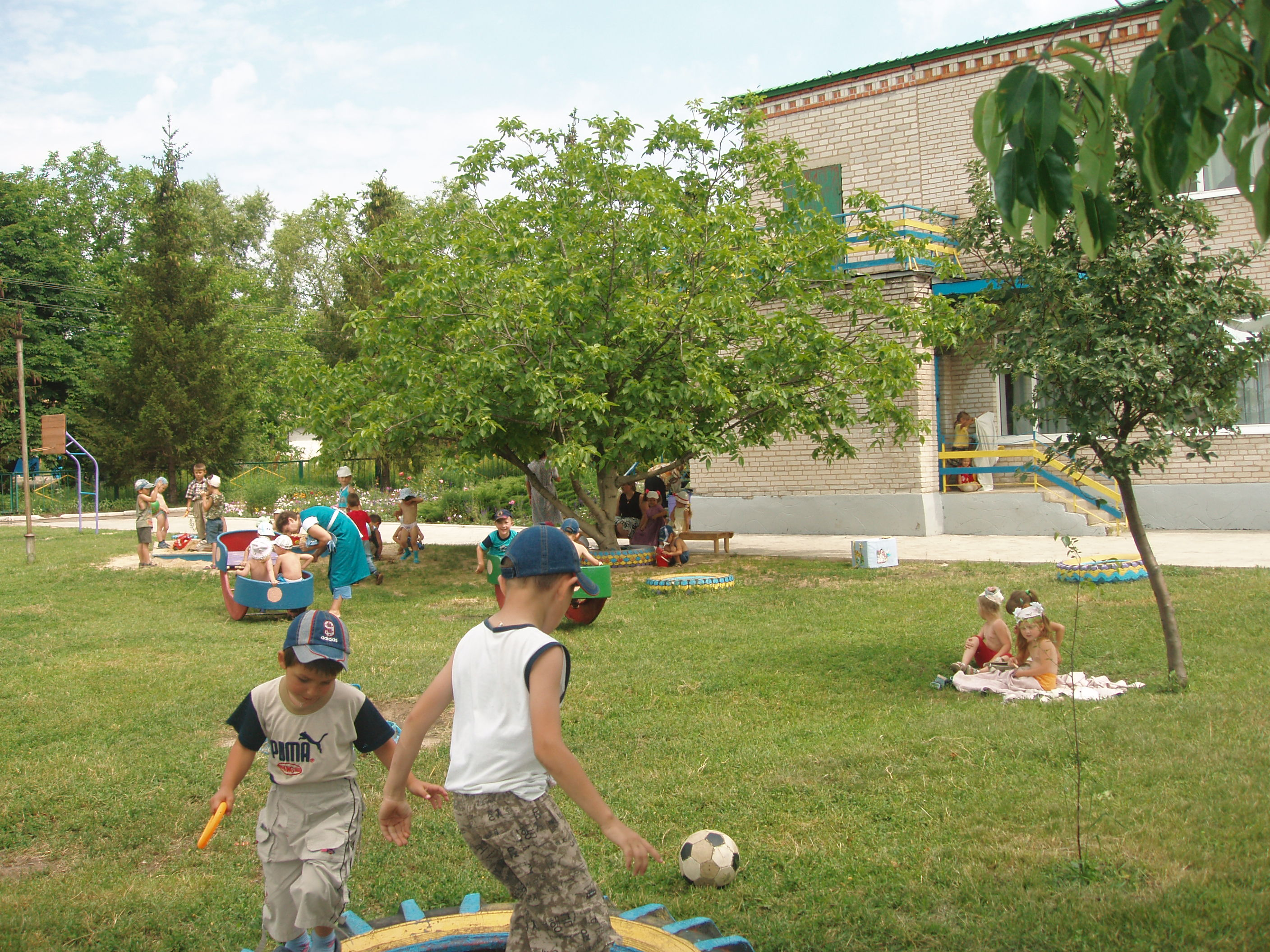
Малеча в дитсадку в селі Новокраснівці Нікольського району Донецької області (2008 рік)

Дитя́чий садо́к (дошкільний навчальний заклад), діал. захоро́нка — освітній заклад для дітей дошкільного віку (переважно від 3 до 7 років).

## Історія
Перші прототипи захоронок з'явилися вже наприкінці 19 ст. у Європі. По різних парафіях, як католицьких так і протестантських засновувалися виховні заклади, насамперед для бідних дітей, батьки
яких тяжко працювали і зовсім не мали часу займатися вихованням своїх дітей. Галицькі захоронки, проваджені Сестрами Служебницями базувалися на виховному методі німецького педагога Фрідріха Фребеля. За його
стараннями у 1837 р. був відкритий заклад ігор та занять для бідних дітей дошкільного віку. Саме він вперше ввів назву для цього закладу — «дитячий садок» (нім. Kindergarten). Фребель вважав, що дитина повинна всесторонньо розвиватися через: дидактичні ігри, працю, навчання, красу та релігію. У цих виховних закладах виховательками мали бути тільки жінки з належною освітою. Цей тип дитячих садків запропонованих Фребелем згодом почали називати «фреблівками» чи більш поширеною назвою в Галичині — «захоронки», як також педагогічні курси, які готували майбутніх виховательок називалися — «фреблівки».
Ця педагогічна теорія дошкільного виховання швидко поширилась на території Австро-Угорської імперії та навіть Правобережній Україні. Однією із причин заснування Згромадження Сестер Служебниць Непорочної Діви Марії у 1892 році було ведення захоронок. Це читаємо із перших Правил інституції: «…їхнім завданням буде…засновувати захоронки для малих сільських дітей».
В тогочасній Галичині освіта підпорядковувалася світському керівному органу — Шкільній Краєвій Раді, яка вимагала провадження захоронок на засадах Фребеля. Ця ж Рада зобов'язувала всіх монахинь, які займаються педагогічною діяльністю проходити необхідні педагогічні курси, або ж здобувати ґрунтовну державну педагогічну освіту.
Для здобуття вищої педагогічної освіти Сестри Служебниці навчалися у Державній Захоронярській Семінарії ім. Станіслава Яховича у Львові, також навчалися в Приватній Захоронярській Семінарії ім.
священомученика Йосафата, яку провадили Сестри Василіянки. Сестри Служебниці проходили педагогічні курси по веденню захоронок у Товаристві «Українська захоронка» у Львові, а також навчались у Державній Захоронярській семінарії у Львові, деякі брали участь у Вищому Педагогічному курсі, який відбувався у Варшаві.
Захоронки Сестер Служебниць, за словами Митрополита Андрея Шептицького, були"початком і основою морального відродження цілого села та піднесення релігійного життя цілої парохії". Однозначно, що діти в захоронках виховувалися в дусі католицької педагогіки, сестри плекали в дітях релігійний світогляд. Захоронки стали місцем не лише релігійного, але й культурного виховання майбутнього церкви та народу. Захоронки Сестер Служебниць відіграли важливу роль у збереженні національної та обрядової самобутності українців, зокрема, в умовах утисків на мову, історію, культуру. Виховуючи дітей, сестри позитивно впливали і на дорослих.
До програми у захоронках входили такі виховні елементи, як: ритмічна гімнастика, спів, дихальні вправи, малювання, ручна праця, вправи володіння мовою. Сестри-виховательки ознайомлювали дітей з літерами абетки та цифрами. Великою радістю для дітей були прогулянки-екскурсії до лісу, в поле, на річку. Діти мали не лише можливість дихати свіжим повітрям, але також поширювати свій світогляд, пізнавати назви дерев, квітів, птахів, звірів…та пори року. Після екскурсій слідували усні математичні вправи.
У великих містах Галичини в 30-ті роки працювало до 20 постійно діючих закладів — «захоронок».
До початку осені 1942 р. на території Генерального губернаторства під егідою структур УЦК діяло 1164 сезонних дитсадків, у яких перебувало 49406 дітей, а також 105 постійних (5689 дітей), які організував відділ суспільної опіки та шкільний відділ УЦК. 

## Завдання
Дошкíльний навчáльний зáклад забезпечує реалізацію права дитини на здобуття дошкільної освіти, її фізичний, розумовий і духовний розвиток, соціальну адаптацію та готовність продовжувати освіту.
Система дитячих садків призначена як для первинної соціалізації дітей, навчання їх навичкам спілкування з ровесниками, так і для масового, загальнодоступного вирішення проблеми зайнятості їх батьків (для чого час роботи дитячого садка в більшості випадків збігається з типовим робочим графіком більшості професій: з 8 до 18 годин, 5 днів на тиждень).
У дитячих садках також здійснюється мінімальна підготовка дітей до навчання в школі — на рівні первинних навичок читання, письма та лічби. Відвідування дитячого садка — це елемент соціалізації дитини. Тут дітки спілкуються з однолітками, вчаться комунікувати, співпрацювати один з одним, навчаються, танцюють, співають, ліплять, малюють.
Заклад забезпечує реалізацію права дитини на здобуття дошкільної освіти, її фізичний, розумовий і духовний розвиток, соціальну адаптацію та готовність продовжувати освіту.

## Нормативна база
В організації навчально-виховного процесу колектив ДНЗ керується:
- Законом України «Про дошкільну освіту» [Архівовано 23 січня 2022 у Wayback Machine.],
- вимогами «Базового компонента дошкільної освіти»,
- програмою навчання та виховання дошкільників [Архівовано 3 грудня 2010 у Wayback Machine.] «Дитина».
- Санітарним регламентом для дошкільних навчальних закладів, затвердженим наказом Міністерства охорони здоров'я України від 24.03.2016 № 234 [Архівовано 21 квітня 2017 у Wayback Machine.]

Відповідно до «Інструкції з організації харчування дітей у дошкільних навчальних закладах» [Архівовано 4 листопада 2012 у Wayback Machine.] дошкільники забезпечені чотирьох разовим харчуванням, згідно з нормами, затвердженими Наказом Міністерства освіти і науки України, Міністерства охорони здоров'я України 17.04.2006 N 298/227 [Архівовано 11 травня 2013 у Wayback Machine.].

Нові ДБН дозволяють створювати садки та школи вбудованого типу (на перших поверхах житлових будинків). Проектування вбудованих дитсадків в Україні дозволено будівельними нормами з жовтня 2018 р.

## Перелік документів для зарахування дитини
- медична картка форма № 026/o [Архівовано 22 вересня 2010 у Wayback Machine.];
- копія Свідоцтва про народження дитини;
- заява батьків або осіб, які їх замінюють [Архівовано 5 жовтня 2011 у Wayback Machine.];
- При наявності пільг — документи, що їх підтверджують [Архівовано 30 жовтня 2010 у Wayback Machine.].

## Галерея

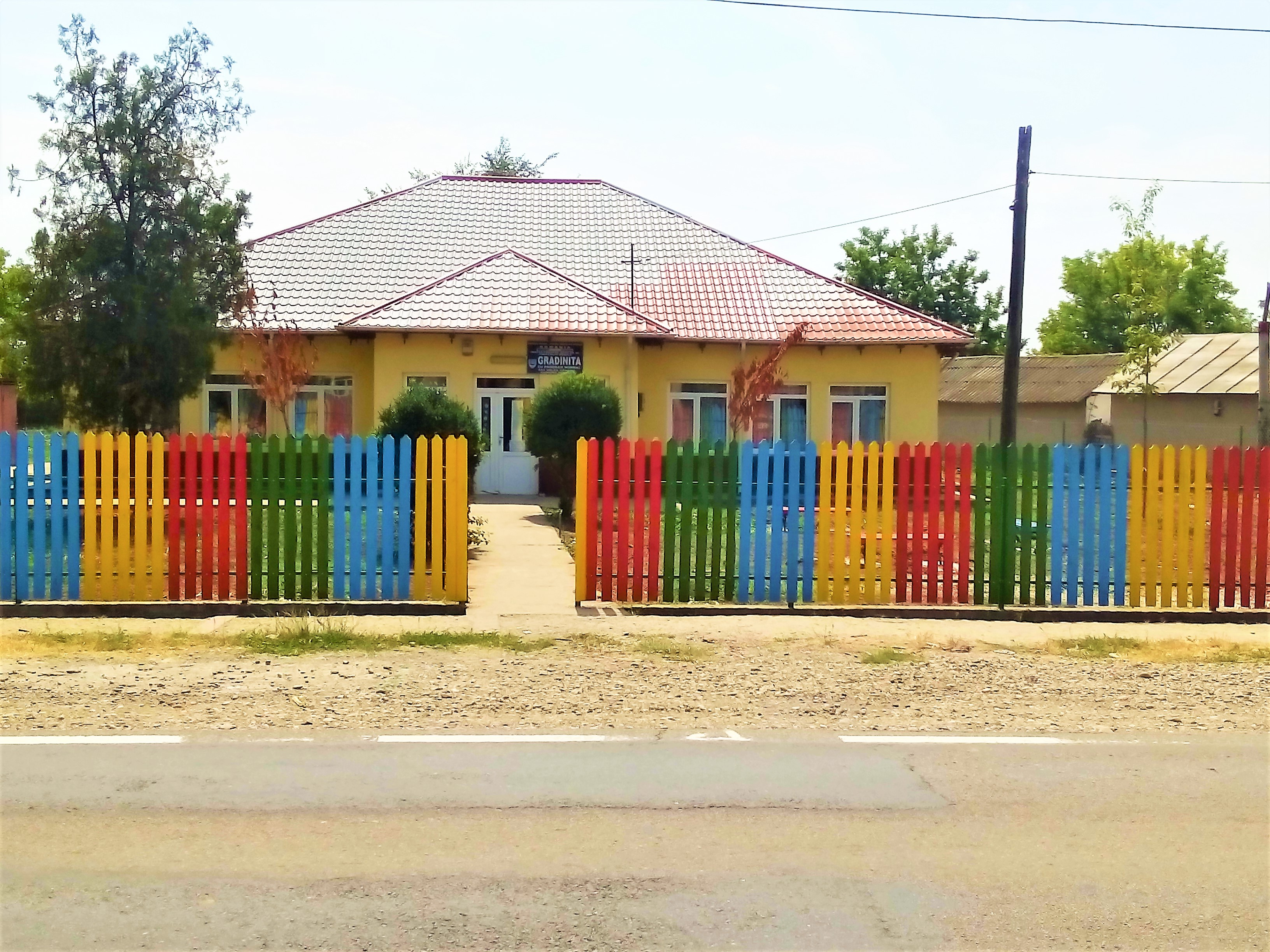
Дитячий садок в селі Валя-Кинепій у Румунії
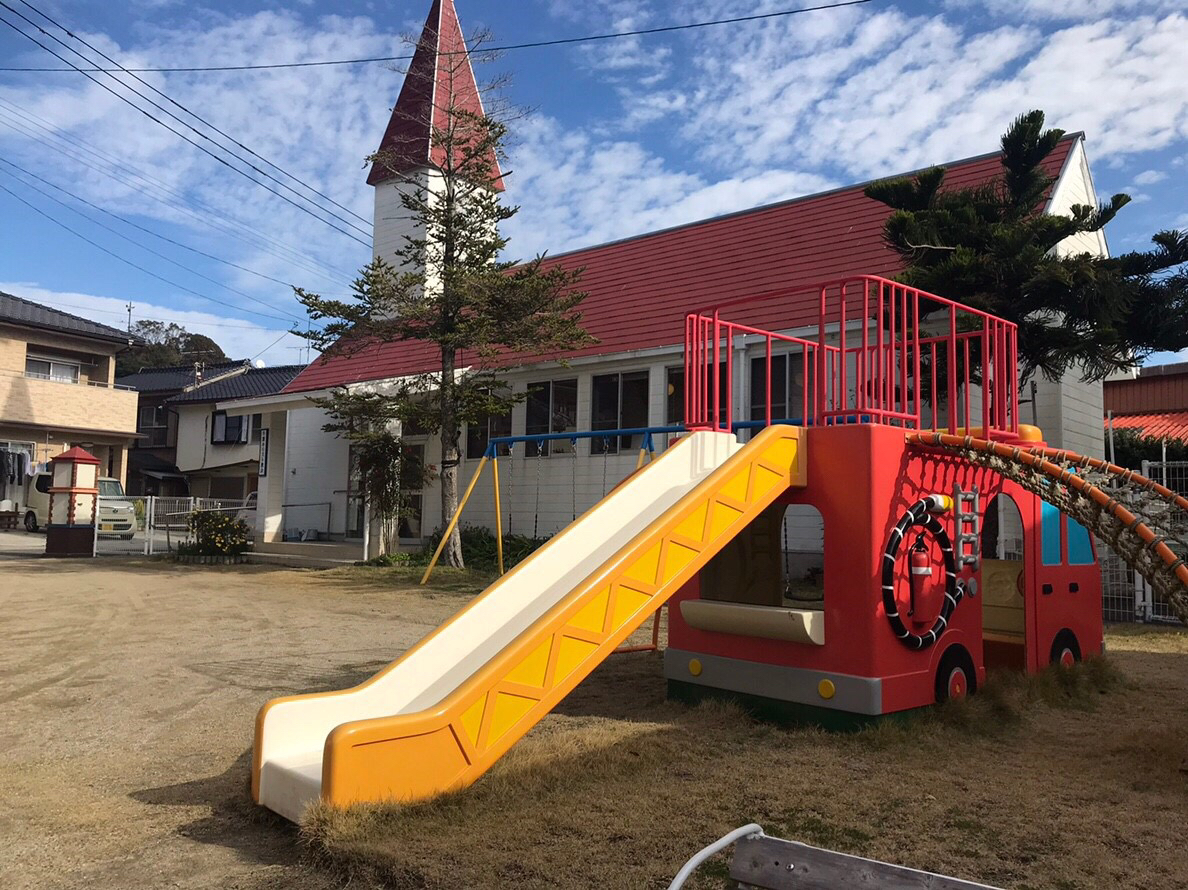
Дитячий садок в Японії
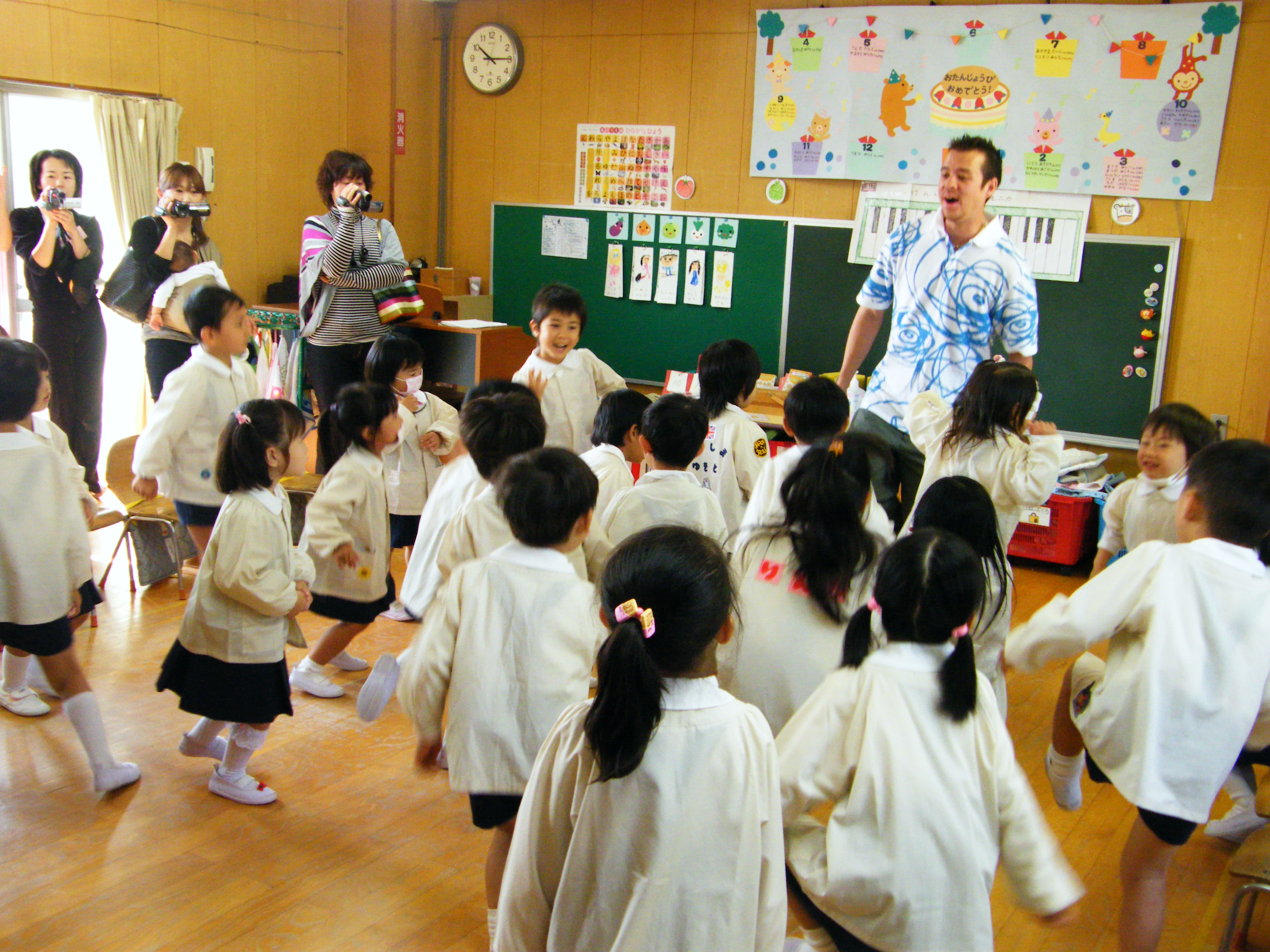
День батька в дитсадку в 2009 в Японії
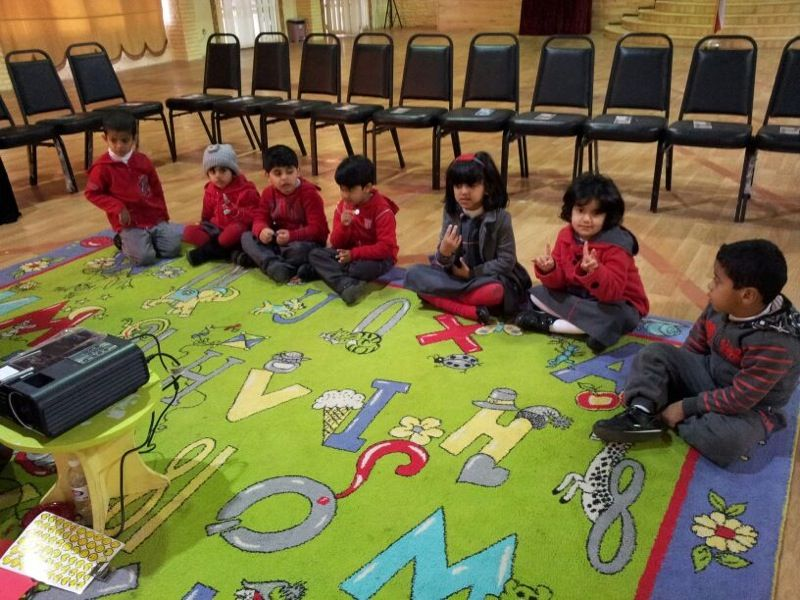
Арабський дитсадок
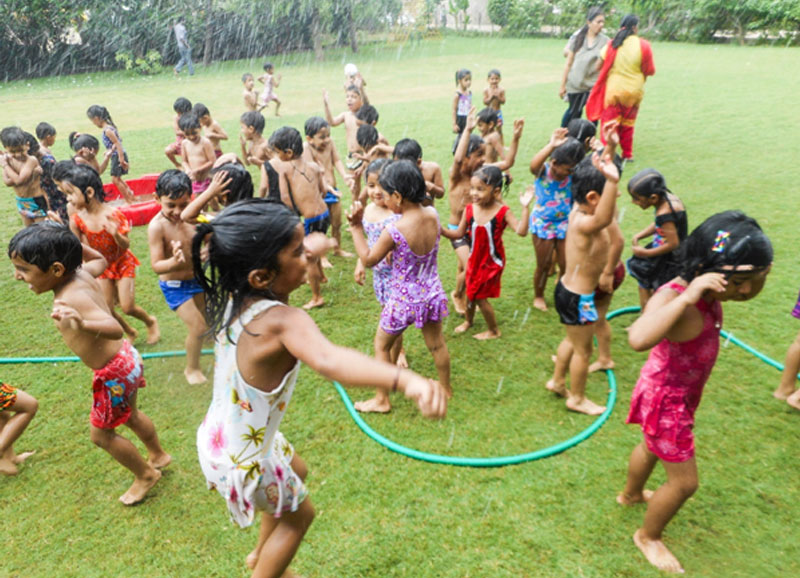
Дитсадок в Індії
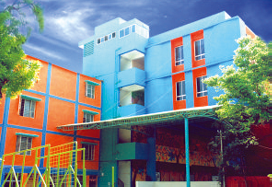
Дитсадок в Садарі, Індії